# دهستان المهدی (نقده)
دهستان المهدی (نقده) نام دهستانی در بخش محمدیار شهرستان نقده، استان آذربایجان غربی در ایران است. براساس سرشماری مرکز آمار ایران در سال ۱۳۹۵، جمعیت این دهستان برابر با ۷٬۹۵۹ نفر (۲٬۱۱۹ خانوار) بوده‌است.  مردم دهستان المهدی ترک و مسلمان و شیعه ۱۲ امامی‌اند.